# Insignify
Insignify é o primeiro álbum de estúdio da banda de rock progressivo indiana Rainburn, lançado em 7 de novembro de 2018 e masterizado no Fascination Street Studios na Suécia. É um álbum conceitual sobre "a busca por identidade, significado e propósito dentro da ausência de significado geral da vida".

## Antecedentes e divulgação
Depois de lançar o EP Canvas of Silence e de realizar turnês para divulgá-lo, a banda começou a procurar uma gravadora através da qual eles pudessem lançar o álbum.
Em maio de 2017, a banda lançou seu primeiro videoclipe para "Merchant of Dreams". Também em 2017, ela mencionou um futuro álbum de estreia com o nome The Anthropic Conceit e esperado para ser financiado por uma campanha no Fuel a Dream e depois sucedido por uma turnê. Em 2018, no entanto, o álbum estava sendo promovido com o novo (e final) título Insignify .
Em 1 de outubro de 2018, eles lançaram o vídeo de "Suicide Note", uma canção inspirada em um verso de Agha Shahid Ali ("não consegui me simplificar") e expressando "uma necessidade desesperada de ser compreendido enquanto se pensa em suicídio, uma ironia porque talvez essa necessidade signifique que toda a esperança ainda não está perdida ".
No dia 6 de novembro, véspera do lançamento do álbum, a banda o disponibilizou na íntegra para audição no YouTube.
Em 5 de dezembro, a banda lançou um lyric video para "Within", uma faixa baseada no Siddhartha de Hermann Hesse. Possui vocais adicionais da cantora e apresentadora de podcast Vidyaa Prakash e é considerado um ponto de mudança no álbum, retornando ao som mais iluminado das primeiras canções do álbum, já que marca o ponto na trama em que o protagonista encontrou "alguma aparência de paz interior ".

## Conceito
A inspiração para o álbum veio de várias fontes diferentes que o vocalista e guitarrista Vats Iyengar leu antes da produção. Ele disse que disco é sobre o significado da vida do ponto de vista de um artista (mais precisamente um músico ) e lida com temas como existencialismo, narcisismo, desejo de importância, insegurança e a busca pela razão. Vets, o principal compositor, queria que o álbum "acontecesse de uma maneira orgânica".
Além de Dream Theater, Pain of Salvation e de música clássica hindustani, Johann Sebastian Bach também é uma influência no álbum, especificamente na faixa "Purpose", composta como uma fuga.

### Título
A banda define oficialmente o título do álbum da seguinte forma:
| " | A palavra "Insignify" é uma junção de duas palavras: (1) Significar: simbolizar algo; ser uma indicação de (2) Insignificância: Ser sem importância; não ter nenhuma consequência | " |

## Recepção
Insignify foi eleito um dos melhores álbuns indianos de 2018 pela Rolling Stone India . David Britto escreveu 
 [...] não demora muito para ouvir a diversidade e a dinâmica exponencial da banda surgirem. [...] o vocalista Vats Iyengar retrata suas letras angustiadas sobre a balada pesada "Merchant of Dreams" e a influenciada por Porcupine Tree "Elusive Light". Em "Purpose", a banda apresenta uma música bastante interessante com um trecho da faixa consistindo apenas de harmonias vocais a capella seguidas pelos riffs pesados e acelerados de "Suicide Note". As coisas fervilham na esperançosa "Within", enquanto o encerramento do álbum "School of Atlantis" tem um tom blues com um groove agradável. 

## Lista de músicas
Todas as letras escritas por Vats Iyengar, todas as músicas compostas por Vats Iyengar, exceto "The Wait", co-escrita por Manu Shrivastava; e "Someone New", coescrita por Praveen Kumar.
| N.º            | Título                                     | Duração |  |
| 1.             | "The Wait" (A Espera)                      | 1:52    |  |
| 2.             | "Merchant of Dreams" (Mercador de Sonhos)  | 6:15    |  |
| 3.             | "Elusive Light" (Luz Elusiva)              | 6:36    |  |
| 4.             | "Mirrors" (Espelhos)                       | 4:16    |  |
| 5.             | "Someone New" (Alguém Novo)                | 5:35    |  |
| 6.             | "Purpose" (Propósito)                      | 2:41    |  |
| 7.             | "Suicide Note" (Nota de Suicídio)          | 6:44    |  |
| 8.             | "Insignify" (Insignificar)                 | 1:46    |  |
| 9.             | "Within" (Dentro)                          | 5:16    |  |
| 10.            | "School of Atlantis" (Escola da Atlântida) | 7:05    |  |
| Duração total: | Duração total:                             | 48:06   |  |

## Créditos
De acordo com a página do álbum no Bandcamp:
Rainburn
- Vats Iyengar - vocais principais, vocais de apoio, guitarras elétricas e violão
- Ravi Nair - baixo
- Praveen Kumar - bateria, percussão

Convidados
- Vidyaa Prakash - vocais adicionais em "Within"
- Gurekta Sethi - voiceover de encerramento em "Mirrors"
- Toshimoa Jamir - solo de guitarra final em "Elusive Light"
- Yogeendra Hariprasad - teclados em "Mirrors"
- Manu Shrivastava - piano, teclados em "The Wait"
- Sidharth Bharadwaj - flauta em "School of Atlantis"

Pessoal técnico
- Thejus Nair - mixagem no Eleven Gauge Recordings
- Tony Lindgren - masterização na Fascination Street Studios
- Aaron Pinto / Kidsquidy - capa e encarte